# گریس بولن
گریس بولن (انگلیسی: Grace Bullen؛ زادهٔ ۷ فوریهٔ ۱۹۹۷) کشتی‌گیر اهل نروژ است.
از افتخارات وی می‌توان به کسب مدال نقره مسابقات قهرمانی کشتی جهان ۲۰۲۲ و مدال برنز بازی‌های المپیک ۲۰۲۴ پاریس و مسابقات قهرمانی کشتی جهان ۲۰۲۲ اشاره کرد.